# دوردان
دوردان (به فرانسوی: Dourdan) یک کمون (فرانسه) در فرانسه است که در کانتون دوردان واقع شده‌است. دوردان ۳۰٫۶۴ کیلومتر مربع مساحت دارد ۹۵ متر بالاتر از سطح دریا واقع شده‌است.

## خواهرخوانده
شهرهای لاک-مگانتیک، کبک، گریت دانمو، Trougoumbé، باد ویسه و Montserrat خواهرخوانده‌های دوردان هستند.